# Лаптево (Марий Эл)
 Лаптево  — упразднённая деревня в Сернурском районе Республики Марий Эл. Входила в состав Сердежского сельского поселения. В 2023 году включена в состав деревни Токтамыж и исключена из учётных данных.

## География
Находится в северо-восточной части республики Марий Эл на расстоянии приблизительно 8 км на северо-восток от районного центра посёлка Сернур.

## История
Известна с 1836 года как починок Лаптев, где было учтено 17 дворов и 198 жителей. Название связано с фамилией первопоселенца из деревни Мошкино. В 1884—1885 годах в 33 дворах проживали 108 мужчин и 120 женщин, русские. В 1925 году в деревне (тогда Верхнее Лаптево) в 28 дворах проживали 154 человека, русские. К 1930 году проживало 168 человек. В 1975 году в 23 хозяйствах насчитывалось 59 человек. В 1992 году в деревне проживали 12 человек. В 2005 году числилось 6 домов. В советское время работали колхозы «Совет» и «Знамя».

## Население
| 2002 | 2010 |
| ---- | ---- |
| 22   | ↗29  |

Население составляло 23 человека (русские 44 %, мари 43 %) в 2002 году, 29 в 2010.